# 傅昭儀
傅昭儀（前1世纪—前2年2月21日），為西漢漢元帝之妃、漢哀帝祖母。諡號孝元傅皇后。

## 妃嬪時期
父為河內溫人，早逝，母後改嫁魏郡郑翁為妻，生一男鄭惲。傅氏初為上官太后宮中的才人（女官職稱），漢元帝在太子時期始寵幸傅氏。公元前49年，漢元帝即位，冊傅氏為婕妤，僅位於皇后之下。傅婕妤在宮中很有交際手腕，左右逢源。後傅婕妤生下平都公主與定陶王劉康，之後婕妤馮媛也獲寵幸，生中山王劉興。為顯出兩位妃子的異寵，漢元帝設立新位號，稱昭仪，位於婕妤之上、皇后之下。

## 王太后時期
漢元帝駕崩後，依西漢制，後宮嬪妃有子者，在皇帝駕崩時隨子就國，於是傅昭儀前往其子的封國，稱定陶（王）太后。刘康的王后张氏，是她同母妹郑礼的女儿。十年之後，定陶王劉康逝世，其孙劉欣襲爵，仍稱定陶王，並娶祖母傅王太后姪女傅氏為王后。
汉成帝在位長年無子，時最有繼位希望的是定陶傅太后之孫劉欣，與當年同時受寵的馮昭儀（時已隨子就國，稱中山〈王〉太后）之子劉興，但在元延四年（前9年），定陶傅太后趁來朝時賄賂漢成帝皇后赵飞燕與成帝舅父骠骑将军王根，暗中為劉欣謀取繼承權。趙飛燕與王根幾經於成帝面前美言劉欣，使成帝決定立劉欣為皇太子。月餘，成帝立楚孝王之孫劉景為無子嗣的定陶王劉康之後嗣，劉欣謝之不已。

## 太皇太后
漢成帝駕崩後，被立為皇太子的劉欣繼位，是為漢哀帝。哀帝除封太子妃傅氏為皇后、尊元帝皇后王政君為太皇太后、成帝皇后赵飞燕為皇太后以外，又尊其父劉康為定陶恭王、祖母定陶傅王太后為恭皇太后、生母丁姬為恭皇后，不久又改封傅氏為帝太太后（相當於太皇太后）、丁姬為帝太后（相當於皇太后），最終傅氏改號為皇太太后（相當於太皇太后），於是宮中四太后並立，唯哀帝嫡母张氏未得尊号，未知是否已去世。
傅氏稱太后以後，傅氏家族中加上傅太后同母弟鄭惲的家族中，封侯者六人、大司馬二人、位列九卿二千石者六人、侍中諸曹更有十餘人，傅、鄭兩族權勢高漲。傅太后年輕時曾與馮昭儀（時已為中山王太后）爭寵，因此誣告馮媛下蠱咒死哀帝，以讓中山王繼位，馮媛知道傅太后的意圖後便服毒自盡，但馮氏一族受株連而死亡者仍達十七人。
傅氏與丁氏兩家外戚的地位逐漸上升，日益驕橫，傅太后與王政君相見時曾流露不敬之意，甚至直呼王政君為嫗，也就是老太婆，王政君不好發作，只能忍氣吞聲，而王莽為了確保王政君的地位，極力限制傅丁兩家外戚，一次未央宫大宴，傅太后與王政君並列出席，王莽板起面孔說：「傅氏只是藩國的太后，怎可與太皇太后平起平坐」，不久，忍無可忍的劉欣將王莽解職，令其回新都封地歸隱，王莽回到封地，韜光養晦，靜觀時變。

## 逝世
漢哀帝元壽元年（前2年）2月21日，傅太后崩逝，葬入元帝的渭陵，稱孝元傅皇后。傅氏死後次年，漢哀帝駕崩，造成傅氏家族的沒落，而早年與傅太后交惡的王莽及其一族重掌權勢，傅太后的侄女傅皇后也因為失去傅太后的政治依靠，被王莽貶於桂宮並廢后位，皇太后趙飛燕亦被貶為孝成皇后，後來，傅氏與趙氏同被廢為庶人。最後，傅皇后被迫與成帝皇后趙飛燕一同去守陵，是日兩人皆自殺身亡。王莽又追貶傅太后為定陶恭王母、丁帝太后為丁姬，甚至還挖開兩人的陵墓，取出兩人陪葬的太后璽綬，將兩人身上的珠玉葬衣取走，把兩人的梓宫更換為木棺。傅太后棺材被打開的時候，臭不可聞。隨後傅太后遷葬於定陶恭王墓地，傅太后原來的墳墓被王莽二十天就給剷平。

## 影視作品
| 影視作品 | 飾演的演員     |
| 漢宮飛燕 | 飾演傅太后     |
| 母儀天下 | 桑葉紅飾演傅瑤 |

## 延伸阅读
[在维基数据编辑]
 《漢書·卷097上》，出自班固《漢書》
 《漢書/卷097下》，出自班固《漢書》